# Christian Auer
Christian Auer (* 4. April 1966 in Innsbruck) ist ein ehemaliger österreichischer Skeletonfahrer.
Bei Weltmeisterschaften gewann er 1989 in St. Moritz hinter Alain Wicki Silber. 1991 in Igls wurde er Weltmeister, im Jahr darauf in Calgary Dritter. 1995 kam eine weitere Silbermedaille hinzu, die er hinter Jürg Wenger in Lillehammer gewann. 1996 gewann er mit Bronze eine letzte WM-Medaille in Calgary. Zwischen 1989 und 2001 trat Auer bei neun Weltmeisterschaften an. Bei seinem letzten Start in Calgary belegte er noch einmal einen guten Fünften Platz. Abgesehen von einem 19. Platz 1997 in Lake Placid konnte er sich immer unter den besten Sieben platzieren. Bei Europameisterschaften gewann er 1987 in Sarajevo Silber und wurde nur von Andy Schmid bezwungen.
Ganz besonders erfolgreich war Auer im Skeleton-Weltcup, den er zwischen 1990 und 1995 dominierte und abgesehen von 1993, wo er hinter Franz Plangger nur Zweiter wurde, fünfmal gewann. Außerdem konnte er neun Einzelrennen für sich entscheiden, das erste 1990 in Cervinia, das letzte 1996 in Lake Placid. Den finalen Abschluss Auers Karriere bildeten die Olympischen Winterspiele 2002, wo Skeleton das erste Mal seit 1948 wieder im olympischen Programm war. Für eine Platzierung ganz vorne reichte Auers Leistungsfähigkeit nicht mehr, er wurde Zwölfter. Nach seiner Karriere wurde er österreichischer Nationaltrainer.